# American Journal of Pharmaceutical Education
Das American Journal of Pharmaceutical Education, abgekürzt Am. J. Pharm. Educ., ist eine wissenschaftliche Fachzeitschrift, die von der American Association of Colleges of Pharmacy veröffentlicht wird. Die Zeitschrift erscheint mit zehn Ausgaben im Jahr. Es werden Arbeiten veröffentlicht, die sich mit der pharmazeutischen Ausbildung beschäftigen.
Der Impact Factor lag im Jahr 2014 bei 1,082. Nach der Statistik des ISI Web of Knowledge wird das Journal mit diesem Impact Factor in der Kategorie Pharmakologie und Pharmazie an 212. Stelle von 254 Zeitschriften und in der Kategorie Unterricht, wissenschaftliche Fächer an 19. Stelle von 37 Zeitschriften geführt.